# NGC 5213
NGC 5213 est une galaxie spirale barrée située dans la constellation de la Vierge. Sa vitesse par rapport au fond diffus cosmologique est de 7 167 ± 21 km/s, ce qui correspond à une distance de Hubble de 105,7 ± 7,4 Mpc (∼345 millions d'al). NGC 5213 a été découverte par l'astronome allemand Albert Marth  en 1864.
La classe de luminosité de NGC 5213 est II. Selon la base de données Simbad, NGC 5213 est une radiogalaxie.